# دانشنامه گشایش‌های شطرنج

جلد E دانشنامه گشایشهای شطرنج: اولین خط مربوط به گشایشهایی است که با جرکات: 1.d4 Nf6 2.c4 e6. و دومین خط مربوط به گشایشهایی است که با حرکات:1.d4 Nf6 2.c4 g6 بی آنکه حرکات:...d7–d5پیش از موقع بازی شوند، شروع می‌شوند. عنوان کتاب به هشت گویش مختلف ترجمه شده‌است.

دانشنامه گشایشهای شطرنج (انگلیسی: Encyclopaedia of Chess Openings) که با حروف اختصاری (ECO) نیز معرفی می‌شود، یک اثر مرجع است که به طبقه‌بندی و معرفی نظریات گشایش شطرنج می‌پردازد. این دانشنامه در ابتدا در ۵ جلد از سال ۱۹۷۴ تا ۱۹۷۹م، توسط شرکت صربستانی چس‌اینفورمنت انتشار یافت. این اثر تا به حال پنج بار بازنشر شده‌است. همچنین ممکن است این دانشنامه، به عنوان سامانه طبقه‌بندی گشایشها نیز شناخته شود.

## دور نما
شرکت چس‌اینفورمنت که به صورت تخصصی به نشر ادبیات شطرنج مشغول است، علاوه بر دانشنامه گشایشهای شطرنج، یک سری کتابهایی را با عنوان خود نام شرکت یعنی چس‌اینفورمنت در بلگراد منتشر می‌کند که علت اصلی معروفیت شرکت است.
گشایشها و حرکات معرفی شده در دانشنامه از متن تجزیه و تحلیل بازی استادان در این سری کتابها توسط استادان شطرنج گردآوری و تدوین شده‌اند. این بازیها بر اساس تشخیص استادان از میزان ارتباط به شیوه گشایش مورد بحث یا اهمیت یک زنجیره از حرکات در بازی انتخاب می‌شوند. اولین سردبیر دانشنامه از بدو شروع انتشار، الکساندر متانوویچ بوده‌است.در این اثر شاخه‌های گشایش در قالب یک جدول طبقه‌بندی تنظیم شده‌اند.
از آنجایی که مخاطبان دانشنامه گشایشهای شطرنج از ملیتهای مختلفی هستند، متن توضیحات بسیار مختصر و به چند زبان ارائه شده‌است. بخش عمده متن دانشنامه شامل نمودارها و حرکات بازی است که توسط نمادهای اختصاری شطرنج نمایش داده شده‌اند. در عوض نام اختصاری مهره‌ها از نمادهایی مانند ♖ ♞ ♘ ♝ ♗ و شکل ساده ای از دیگر مهره‌ها استفاده شده‌است.
همچنین در ین دانشنامه به جای استفاده از عنوان‌های سنتی برای نام گذاری گشایشها از یک سیستم کدگذاری استفاده شده که در عمل مورد پذیرش دیگر نشریات شطرنج نیز واقع شده و گسترش یافته‌است. انواع گشایش در ۵ رده اصلی، مطابق با ۵ جلد دانشنامه طبقه‌بندی شده‌اند و هر رده اصلی به ۱۰۰ زیر رده تقسیم می‌شود. به این ترتیب ۵۰۰ گشایش مختلف کدگذاری شده‌اند.